# Atletica leggera ai Giochi della XVIII Olimpiade - Marcia 20 km

Video della gara

La competizione della marcia 20 km di atletica leggera ai Giochi della XVIII Olimpiade si è disputata il giorno 15 ottobre 1964 con partenza e arrivo allo Stadio Nazionale di Tokyo.

## La gara
Il numero uno della specialità è il sovietico Vladimir Golubničij, che è anche il campione in carica. Parte come grande favorito. Tuttavia non è in grado di mostrare la forma di sempre.

Arriva solo terzo, dietro il britannico Matthews, Campione europeo in carica, ed il tedesco Lindner. Matthews vince con un distacco di 1'39", il più alto mai registrato in questa competizione nel XX secolo.

## Ordine d'arrivo
| Pos.    | Atleta              | Età | Nazione          | Tempo     |
| ------- | ------------------- | --- | ---------------- | --------- |
| Oro     | Kenneth Matthews    | 30  | Gran Bretagna    | 1h29'34"0 |
| Argento | Dieter Lindner      | 27  | Germania         | 1h31'13"2 |
| Bronzo  | Vladimir Golubničij | 28  | Unione Sovietica | 1h31'59"4 |
| 4       | Noel Freeman        | 26  | Australia        | 1h32'06"8 |
| 5       | Gennady Solodov     | 30  | Unione Sovietica | 1h32'33"0 |
| 6       | Ronald Zinn         | 25  | Stati Uniti      | 1h32'43"0 |
| 7       | Boris Khrolovich    | 28  | Unione Sovietica | 1h32'45"4 |
| 8       | John Edgington      | 28  | Gran Bretagna    | 1h32'46"0 |
| 9       | Gerhard Sperling    | 27  | Germania         | 1h33'15"8 |
| 10      | John Paddick        | 21  | Gran Bretagna    | 1h33'28"4 |
| 11      | Alexandr Bílek      | 23  | Cecoslovacchia   | 1h33'45"0 |
| 12      | Hans-Georg Reimann  | 23  | Germania         | 1h34'51"0 |
| 13      | Henri Delerue       | 25  | Francia          | 1h34'58"  |
| 14      | Tommy Kristensen    | 25  | Danimarca        | 1h35'30"  |
| 15      | István Göri         | 26  | Ungheria         | 1h35'38"  |
| 16      | Charles Sowa        | 31  | Lussemburgo      | 1h36'16"  |
| 17      | Jack Mortland       | 29  | Stati Uniti      | 1h36'35"  |
| 18      | Åke Söderlund       | 39  | Svezia           | 1h36'53"  |
| 19      | John Ljunggren      | 45  | Svezia           | 1h37'03"  |
| 20      | Roine Karlsson      | 21  | Svezia           | 1h37'07"  |
| 21      | Antal Kiss          | 29  | Ungheria         | 1h38'27"  |
| 22      | Ronald Crawford     | 28  | Australia        | 1h38'47"  |
| 23      | Noboru Ishiguro     | 32  | Giappone         | 1h39'40"  |
| 24      | Chedli El-Marghni   | 25  | Tunisia          | 1h41'11"  |
| 25      | Kiue Kuribayashi    | 30  | Giappone         | 1h43'07"  |
| 26      | Mieczysław Rutyna   | 33  | Polonia          | 1h48'41"  |
| -       | Ron Laird           | 26  | Stati Uniti      | Squal.    |
| -       | Yasuo Naito         | 22  | Giappone         | Squal.    |
| -       | Alex Oakley         | 38  | Canada           | Rit.      |
| -       | Bob Gardiner        | 28  | Australia        | Rit.      |